# Leonard van Bendegom
Leonard van Bendegom (Oostburg, 1 januari 1911 - Doorn,14 mei 1989)  was een Nederlands waterbouwkundige, en hoogleraar rivierwaterbouwkunde bij de TU Delft.

## opleiding
Hij was zoon van Hermina Beker en belastinginspecteur Jakobuis Apolonius van Bendegom. Zelf trouwde hij me Hendrika Catharina (Toos) van Santen. Een van hun dochters huwde J.P. Heijn Papousek, ingenieur bij RIZA.
Hij kreeg zijn basisopleiding wonende aan de Ruychrocklaan aan de Hogere Burgerschool (examen 1930) in Den Haag, nadat hij daarvoor nog in Leiden had gewoond. Er volgde een propedeutisch examen civiel-ingenieur aan de Technische Universiteit Delft (1933), een candidaats in 1935 en ten slotte het ingenieursexamen in 1936.

## Rijkswaterstaat
Na zijn afstuderen in 1936 kwam hij kort bij het Waterloopkundig Laboratorium in dienst,  want met ingang van 15 augustus 1938 werd hij benoemd tot tijdelijk ingenieur bij Rijkswaterstaat te Arnhem in de directie Bovenrivieren. Tijdens zijn verblijf bij deze studiedienst ontwikkelde hij samen mei ir, E.M.H. Schaank een verhangmeter. In 1940 werd hij hoofd van de studiedienst bij deze directie en in 1946 werd hij hoofd van het arrondissement Hoorn (dit omvatte het studiegebied van de Waddenzee), en in 1950 ging hij als hoofdingenieur naar het arrondissement "Rijn en IJssel" van de directie Bovenrivieren. Uit zijn periode in Hoorn komt ook het begrip "Zandhonger van de Waddenzee" wat hij in een publicatie in 1950 in het tijdschrift van het Koninklijk Nederlands Aardrijkskundig Genootschap voor het eerst gebruikte (overigens als onderdeel van een betoog voor het inpolderen van de Waddenzee).
Na de watersnood van 1953 was hij kort gedetacheerd in Steenbergen, waar hij de leiding had over het herstel van de zeeweringen in west Brabant. 
In de periode bij de studiedienst Bovenrivieren heeft hij veel onderzoek gedaan naar stromingen in bochten, en de relatie tussen de (driedimensionale) stroming en de vorming van meanders. Zijn nota over Spiraalstroming (1943) heeft een goede theoretische afleiding, die echter vrij moeizaam leesbaar is. Hij heeft dit nader uitgewerkt in een artikel in De Ingenieur van 1947. Dit bleek later de basis te zijn voor internationaal diepgaander onderzoek naar meandervorming. Hiervoor was het wel nodig om gedetailleerd het verhang (met name het dwarsverhang) in de rivier nauwkeurig te meten. Van Bendegom ontwikkelde daarvoor een speciaal meetinstrument.

## Hoogleraar bij  de TU Delft
In 1956 was hij nog kort werkzaam bij het arrondissement "Noordezeekanaal", maar dat jaar werd hij ook benoemd tot hoogleraar in de algemene waterbouwkunde aan de TU Delft..
Vanaf 1957 is hij ook lid van Rotary Nederland. Via dit netwerk  krijgt hij ook bemoeienis met de bescherming van Venetië tegen hoog water van de Adriatische Zee. In dat kader neemt hij deel aan een missie van de ingenieurs J. van de Kerk en H.A. Ferguson van Rijkswaterstaat aan Venetië naar aanleiding van de overstromingen van 4 november 1966. In de loop  van 1967 maken ze nog een rapport hierover, dat weliswaar in goede aarde valt bij de opdrachtgever, maar verder verzand in politieke discussies in Italië.

## Overige functies
Samen met prof. Jansen werd hij namens Nederland lid van de arbitragecommissie van de Schelde-Rijnverbinding, die een oordeel moest geven t.a.v. de conflicten op dit gebied tussen België en Nederland.
Hij is vanaf 1969 lid van het Provinciaal Utrechts Genootschap voor Kunsten en Wetenschappen. Hij is ook betrokken bij het opzetten van de postacademiale cursussen voor de waterbouwkunde.

## Publicaties van Van Bendegom

### Rapporten
- Rapport betreffende de meet afdeling van de studiedienst : informatierapport no. 5 (1939)
- Rapport betreffende de resultaten van de meetafdeling van de Studiedienst : informatierapport no. 6 (1940)
- Nota betreffende de rivierverbetering van het Pannerdensch Kanaal (1943)
- Beschikbare heftijd voor de stuwen van de Rijnkanalisatie (1943)
- Rijnkanalisatie : stuwtypen met bodemondersteuning (1943)
- Spiraalstrooming (1943)
- Nota betreffende type en afmetingen van de stuwen en sluizen van de Rijnkanalisatie (1943)
- Het scheuren van bouwland in de uiterwaarden in verband met het rivierbelang (1945)
- Gevolgen van eventueele wijzigingen in bodemligging van den Nederrijn na Rijnkanalisatie (1946)
- Stuwprogramma's Rijnkanalisatie (1946)
- Enige beschouwingen over riviermorphologie en rivierverbetering (1947)
- Beschouwingen over de grondslagen van kustverdediging (studiedienst Hoorn, 1949)
- Samenvattende nota over de Rijnkanalisatie : voorontwerpen 1950 (1950)
- Rijnkanalisatie: voorontwerp 1950 : aanvullend rapport november 1950 (1950)
- Nota betreffende de geprojecteerde bochtafsnijding van de IJssel nabij Doesburg: met 5 bijlagen (1950)
- Meetinstrumenten in rivieren (1951)
- Rijnkanalisatie : nota betreffende het type en de afmetingen van de sluizen (1951)
- Nota : de waterbalans van Neder Rijn en Lek tussen de IJsselkop en Streefkerk in droge perioden voor en na de Rijnkanalisatie (1954)

### Lezingen en tijdschriftartikelen
- Van Bendegom, L. (1947), Eenige beschouwingen over riviermorphologie en rivierverbetering, De Ingenieur, 59, 1-11
- van Bendegom, L.  (1950). Enkele beschouwingen over de vorming en vervorming van Wadden. Tijdschrift Aardrijkskundig Genootschap  II-67: 326-333
- De rivier (inaugurele rede; 1956)

### collegedictaten
- Petroleumhavens (1958)
- De waterbeweging in kanalen veroorzaakt door scheepvaart (1958)
- Golfdrukken tegen vertikale muren (1959)
- Overslaginrichtingen in havens (1959)
- Collegedictaat kustwerken (1961)
- Waterbouwkunde voor ontwikkelingslanden (1966)
- Algemene waterbouwkunde (2 dln.; 1967)
- Verkeerswaterbouwkunde (3 delen; 1969)
- Oeververdediging van scheepvaartkanalen (1969)
- Inleiding in de civiele techniek: Havens (1970)
- Begin van beweging en transport van sedimenten in waterlopen (1971)
- Regulation structures (1974)
- Rivieren en rivierwerken (1978)

### boeken
- River studies and recommendations on improvement of Niger and Benué (samen met Frijlink, Thijsse, Jansen en Schijf; 1959)
- Principles of river engineering[dode link] (met P.Ph.Jansen en J.van den Berg; 1979, herdrukt in 1994)

- Nederlandse Thesaurus van Auteursnamen: 110728491
- Virtual International Authority File: 283967921
- WorldCat: E39PBJpYrMVJ9xrjB3p7wKDrMP